# Afromastax donskoffi
Afromastax donskoffi är en insektsart som beskrevs av Marius Descamps 1977. Afromastax donskoffi ingår i släktet Afromastax och familjen Thericleidae. Inga underarter finns listade i Catalogue of Life.